# Hunter (Britse politieserie)
Hunter is een tweedelige BBC 1-politieserie geproduceerd in 2009. 
DSI Iain Barclay (Hugh Bonneville) geeft leiding aan een team van de politie die op zoek zijn naar de verdwijning van twee jongens. Hij roept de hulp in van een oud-collega DS Amy Foster (Janet McTeer) om te helpen bij het onderzoek. De daders blijken  leden te zijn van een radicale antiabortusbeweging, die dreigen om de kinderen te doden, tenzij de BBC een antiabortus propagandafilm zal uitzenden. Barclay, Foster en hun collega's zijn in een race tegen de tijd om de ontvoerders te arresteren voordat ze hun dreigementen kunnen uitvoeren.

## Rolbezetting
- DSI Ian Barclay – Hugh Bonneville
- DS Amy Foster – Janet McTeer
- DC Connor – Nathan Constance
- DC Sue Mailer – Anna Koval
- DI Zoe Larson – Eleanor Matsuura
- DC Miles – Jonathan Slinger
- DS Nick Dyer – Geoffrey Streatfield
- Assistant Chief Constable Jenny Griffin - Harriet Walter